# Mike Bailey (catch)
Ne doit pas être confondu avec Mike Bailey.
Émile Charles Baillargeon-Laberge (né le 16 juillet 1990 à Laval) est un catcheur (lutteur professionnel) canadien. Il travaille actuellement à la All Elite Wrestling, sous le nom de Mike Bailey.

## Jeunesse
Émile Charles Baillargeon-Laberge est un fan de catch depuis l'enfance notamment des catcheurs plutôt petit comme Sean Waltman, Shawn Michaels ou encore Bret Hart. Il pratique les arts martiaux et notamment le taekwondo où il est ceinture noire 4e dan,.

## Carrière

### Débuts (2006-2010)
Émile Charles Baillargeon-Laberge s'entraîne à l'école de la Montérégie Wrestling Federation auprès de Fred « La Merveille ». Il commence sa carrière dans cette fédération ainsi qu'à la Fédération de Lutte Québécoise.

### Pro Wrestling Guerrilla (2015-2016)
Lors de PWG Mystery Vortex III, il perd contre Roderick Strong et ne remporte pas le PWG World Championship,.
Lors de PWG All Star Weekend 11 - Tag 1, il perd contre Kenny Omega.
Lors de PWG Lëmmy, il perd contre Adam Cole.

### Westside Xtreme Wrestling (2016–2020)

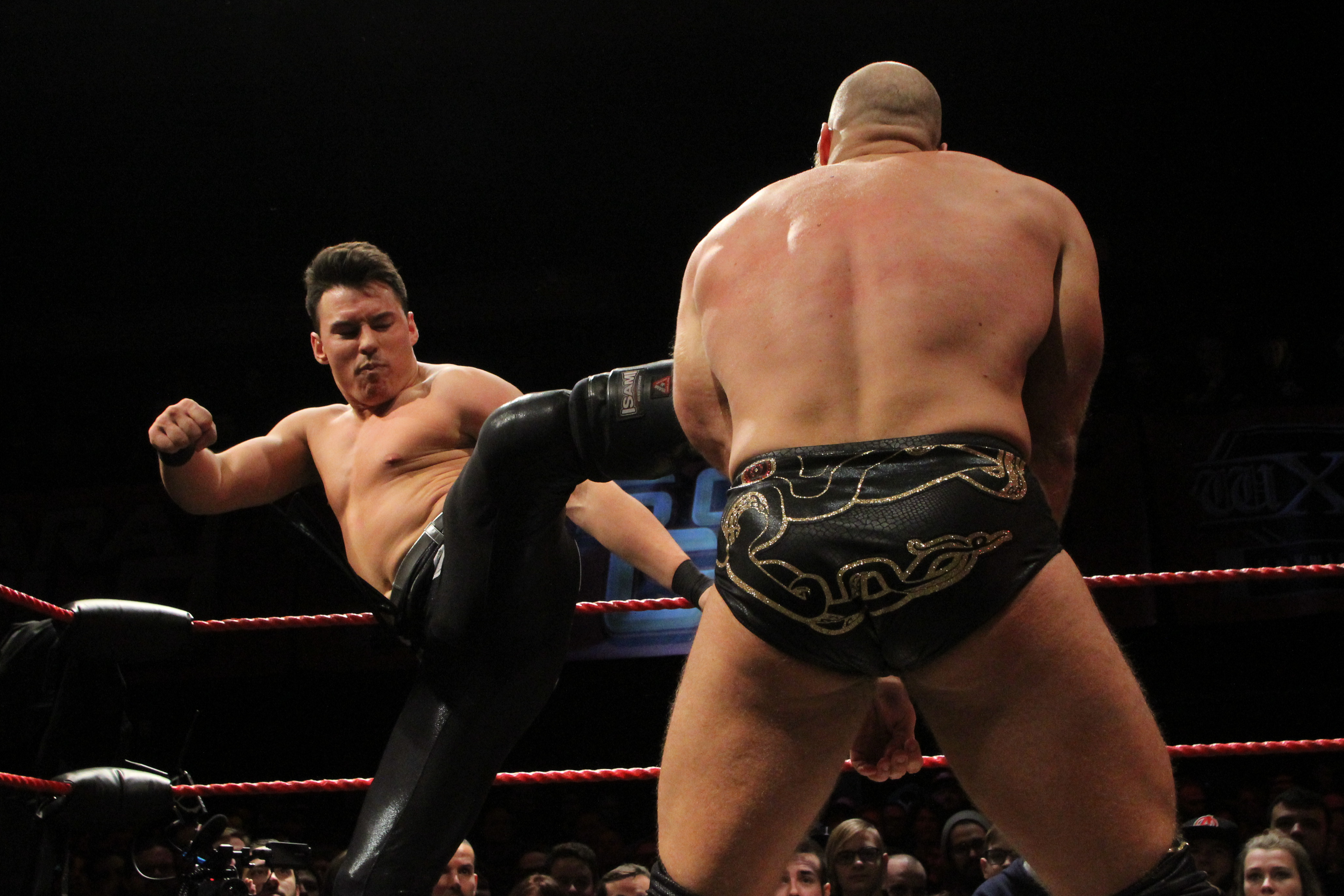
Bailey contre Jurn Simmons lors du 16 Carat Gold 2020

Le 1er octobre 2022, il bat Bobby Gunns et devient challenger pour le wXw Unified World Wrestling Championship. Le lendemain, il perd contre Tristan Archer et ne remporte pas le wXw Unified World Wrestling Championship,.

### Dramatic Dream Team/DDT New Attitude (2016-2020)
Le 4 décembre, lui et Konosuke Takeshita battent Damnation (Daisuke Sasaki et Tetsuya Endo) et remportent les KO-D Tag Team Championship. Le 9 janvier 2017, ils perdent les titres contre Masakatsu Funaki et Yukio Sakaguchi.
Le 5 janvier 2019, lui et MAO conservent leur titres contre Makoto Oishi et Shiori Asahi, remportent les Strongest-K Tag Team Championship de ces derniers et deviennent doubles champions.

### Ring of Honor (2019)
Lors de ROH Honor United : Bolton, il perd contre Flamita.

### Impact Wrestling (2021-2024)

#### Débuts, triple champion X Division et départ (2021-2024)
Le 31 octobre 2021, il signe officiellement à l'Impact Wrestling. 
Le 8 janvier 2022 lors du pré-show à Hard to Kill, il fait ses débuts, dispute son premier match et bat Ace Austin, Chris Bey et Laredo Kid dans un Fatal 4-Way match. Le 19 février à No Surrender, il ne devient pas aspirant no 1 au titre X Division, battu par Jake Something dans la même stipulation qui inclut également ses deux précédents premiers adversaires. 
Le 23 avril à Rebellion, il ne remporte pas la ceinture, battu par Ace Austin dans un Triple Threat match qui inclut également Trey Miguel. Le 7 mai à Under Siege, il perd face à Rich Swann dans la même stipulation qui inclut également Laredo Kid. Le 19 juin à Slammiversary, il devient le nouveau champion X Division en prenant sa revanche sur Ace Austin et en battant Alex Zayne, Andrew Everett, Kenny King et Trey Miguel dans un 6-Man Ultimate X match et remporte le titre pour la première fois de sa carrière.
Le 1er juillet à Against All Odds, il conserve son titre en rebattant son dernier adversaire. Le 12 août à Emergence, il conserve son titre en battant Jack Evans. Le 23 septembre à Victory Road, il conserve son titre en battant Delirious.
Le 7 octobre à Bound for Glory, il ne conserve pas sa ceinture, battu par Frankie Kazarian. Le 18 novembre lors du pré-show à Over Drive, il reperd face à Rich Swann dans un 6-Way match qui inclut également Bhupinder Ghujjar, Jason Hotch, Kenny King et Yuya Uemura.
Le 13 janvier 2023 lors du pré-show à Hard to Kill, il perd face à Kushida dans la même stipulation qui inclut également Angels, Delirious, Mike Jackson et le même catcheur japonais. Le 24 février à No Surrender, il perd face à Jonathan Gresham. Un mois plus tard à Sacrifice, il prend sa revanche sur son même adversaire. Le 30 mars à Multiverse United, il perd face à Hiroshi Tanahashi.
Le 16 avril à Rebellion, il ne remporte pas la ceinture, rebattu par Trey Miguel dans un Triple Threat Elimination match qui inclut également Jonathan Gresham. Le 9 juin à Against All Odds, Moose, PCO, Rich Swann et lui perdent face à Bully Ray, Jonathan Gresham, Heath et Nick Aldis dans un 8-Man Tag Team match, ce qui veut dire que son équipe ne s'affrontera pas dans un 4-Way match pour déterminer l'aspirant no 1 au titre mondial d'Impact.
Le 15 juillet à Slammiversary, il ne devient pas aspirant no 1 au titre X Division, battu par Kushida dans un Ultimate X match qui inclut également Alan Angels, Jake Something, Jonathan Gresham et Kevin Knight. Le 27 août à Emergence, il bat son second précédent adversaire.
Le 9 décembre à Final Resolution, Trent Seven et lui battent The Rascalz (Trey Miguel et Zachary Wentz).
Le 13 janvier 2024 à Hard to Kill, ils ne remportent pas les titres mondiaux par équipes, battus par ABC dans un Fatal 4-Way Tag Team match qui inclut également The Rascalz et Grizzled Young Vets (James Drake et Zack Gibson). Le 23 février à No Surrender, ils perdent le match revanche face aux mêmes adversaires. Le 8 mars à Sacrifice, ils prennent leur revanche sur leurs mêmes opposants dans un Countdown to Sacrifice match. 
Le 20 avril à Rebellion, ils ne remportent pas les titres mondiaux par équipes, battu par The System (Brian Myers et Eddie Edwards). Le 3 mai à Under Siege, Woken Matt Hardy et eux perdent face à Moose et aux mêmes adversaires dans un 6-Man Tag Team match.
Le 20 juillet à Slammiversary, il redevient champion X Division, pour la seconde fois, en battant Mustafa Ali. Le 30 août à Emergence, il ne conserve pas sa ceinture, battu par Zachary Wentz dans un Ultimate X match qui inclut également Hammerstone, Jason Hotch, Laredo Kid et Riley Osborne. Quatorze soirs plus tard à Victory Road, il redevient champion X Division, pour la troisième fois, en prenant sa revanche sur son même adversaire.
Le 26 octobre à Bound for Glory, il conserve son titre en battant El Hijo Del Vikingo. Le 7 novembre à Impact!, il ne conserve pas sa ceinture, battu par Moose. Une semaine plus tard, il quitte officiellement la compagnie.

### All Elite Wrestling (2025-...)
Le 12 mars 2025, il signe officiellement avec la All Elite Wrestling. Le soir même à Dynamite, il fait ses débuts, dispute son premier match et bat The Beast Mortos au premier tour du tournoi pour déterminer le futur aspirant no 1 au titre International. 
Le 6 avril à Dynasty, il ne remporte pas la ceinture, battu par Kenny Omega dans un 3-Way match qui inclut également Ricochet. Le 25 mai à Double or Nothing, il ne remporte pas le titre Continental, battu par Kazuchika Okada.
Le 12 juillet à All In, Kevin Knight et lui ne remportent pas les ceintures mondiales par équipes, battus par The Hurt Syndicate (Bobby Lashley et Shelton Benjamin) dans un 3-Way Tag Team match qui inclut également The Patriarchy (Christian Cage et Nick Wayne).

## Palmarès
- Capital City Championship Combat
  - 1 fois C4 Champion
  - 1 fois C4 Tag Team Champion avec Kevin Steen
  - Snowbrawl Tournament (2014)

- Combat Zone Wrestling
  - Best of the Best Tournament (2015)

- Dramatic Dream Team
  - 1 fois Ironman Heavymetalweight Championship
  - 2 fois KO-D Tag Team Championship avec Konosuke Takeshita (1) et MAO (1)
  - DNA Grand Prix (2016)

- Total Nonstop Action Wrestling
  - 2 fois Champion X-Division de la TNA

- International Wrestling Syndicate
  - 1 fois IWS World Heavyweight Championship

- Kaientai Dojo
  - 1 fois Strongest-K Tag Team Championship avec MAO

- Monteregie Wrestling Federation
  - 1 fois MWF Tag Team Championship avec Alex Silva
  - 1 fois MWF Regional Championship
  - 1 fois MWF Junior Champions.

- Pro Wrestling Guerrilla
  - Battle of Los Angeles (2023)

## Récompenses des magazines
- Pro Wrestling Illustrated

| Année | 2014 | 2015 | 2016 | 2017 | 2018 | 2019 | 2020 | 2021       | 2022 | 2023 | 2024 |
| ----- | ---- | ---- | ---- | ---- | ---- | ---- | ---- | ---------- | ---- | ---- | ---- |
| Rang  | 425  | 324  | 145  | 249  | 263  | 214  | 295  | Non classé | 30   | 39   | 34   |